# Meinhard von Querfurt
Meinhard von Querfurt (* vor 1240; † zwischen 21. Dezember 1298 und 11. Januar 1302) war ein Ordensritter des Deutschen Ordens und Landmeister von Preußen.

## Leben
Meinhard war der vierte Sohn von Burggraf Gebhard V. von Querfurt (zw. 1202 und 1205–vor 1240) und N.N. (von Wernigerode) (–). Ritter des Deutschen Ordens (1274), Deutschordens-Komtur in Christburg (1280), Komtur zu Königsberg (1281), Komtur zu Brandenburg (1284–1287), Landmeister von Preußen (1288–1298), verleiht 1297 Preußisch Holland das Stadtrecht.